# Discografie van No Use for a Name
| Discografie van No Use for a Name | Discografie van No Use for a Name |
| --------------------------------- | --------------------------------- |
| Studioalbums                      | 8                                 |
| Ep's                              | 4                                 |
| Livealbums                        | 1                                 |
| Verzamelalbums                    | 3                                 |
| Singles                           | 2                                 |

De discografie van No Use for a Name, een Amerikaanse punkband die actief was van 1987 tot 2012, bestaat uit acht studioalbums, vier ep's, een livealbum, drie verzamelalbums, twee singles, en een reeks nummers die op andere compilatiealbums staan. Ook heeft de band zeven videoclips gemaakt.

## Studioalbums
| Jaar | Titel                            | Label            | Formaat          |
| ---- | -------------------------------- | ---------------- | ---------------- |
| 1990 | Incognito                        | New Red Archives | cd, download     |
| 1992 | Don't Miss the Train             | New Red Archives | cd, download     |
| 1995 | ¡Leche con Carne!                | Fat Wreck Chords | lp, cd, download |
| 1997 | Making Friends                   | Fat Wreck Chords | lp, cd, download |
| 1999 | More Betterness!                 | Fat Wreck Chords | lp, cd, download |
| 2002 | Hard Rock Bottom                 | Fat Wreck Chords | lp, cd, download |
| 2005 | Keep Them Confused               | Fat Wreck Chords | lp, cd, download |
| 2008 | The Feel Good Record of the Year | Fat Wreck Chords | lp, cd, download |

## Livealbums
| Jaar | Titel          | Label            | Formaat |
| ---- | -------------- | ---------------- | ------- |
| 2001 | Live in a Dive | Fat Wreck Chords | lp, cd  |

## Verzamelalbums
| Jaar | Titel                          | Label            | Formaat      |
| ---- | ------------------------------ | ---------------- | ------------ |
| 2000 | The NRA Years                  | Golf Records     | cd           |
| 2007 | All the Best Songs             | Fat Wreck Chords | cd, download |
| 2017 | Rarities Vol. 1: The Covers    | Fat Wreck Chords | lp, cd       |
| 2021 | Rarities Vol. 2: The Originals | Fat Wreck Chords | lp, cd       |

## Ep's
| Jaar | Titel              | Label              | Formaat          |
| ---- | ------------------ | ------------------ | ---------------- |
| 1988 | No Use for a Name  | Woodpecker Records | 7" vinyl         |
| 1990 | Let 'Em Out!       | Slap-a-Ham Records | 7" vinyl, ep     |
| 1993 | Death Doesn't Care | New Red Archives   | cd               |
| 1993 | The Daily Grind    | Fat Wreck Chords   | cd, ep, download |

## Singles
| Jaar | Titel                            | Label            | Formaat  |
| ---- | -------------------------------- | ---------------- | -------- |
| 1996 | No Use for a Name/Soda           | Sessions Records | 7" vinyl |
| 2017 | Justified Black Eye b/w Sidewalk | Fat Wreck Chords | 7" vinyl |

## Videoclips
| Jaar | Nummer                         | Album                            |
| ---- | ------------------------------ | -------------------------------- |
| 1995 | "Soulmate"                     | ¡Leche con Carne!                |
| 1999 | "Why Doesn't Anybody Like Me?" | More Betterness!                 |
| 2002 | "Dumb Reminders"               | Hard Rock Bottom                 |
| 2005 | "This Ain't No Way to Live"    | Cake Boy soundtrack              |
| 2005 | "For Fiona"                    | Keep Them Confused               |
| 2008 | "Biggest Lie"                  | The Feel Good Record of the Year |
| 2008 | "Pacific Standard Time"        | The Feel Good Record of the Year |